# Moltitudine inarrestabile
Moltitudine inarrestabile: Come è nato il più grande movimento al mondo e perché nessuno se ne è accorto è un bestseller 2007 del New York Times, scritto da Paul Hawken. Il libro parla dei tanti gruppi non-profit e delle organizzazioni della comunità, dedicati a molte cause diverse, che Hawken chiama il "movimento ambientale e per la giustizia sociale". Hawken spiega che si tratta di un movimento variegato e privo di un leader carismatico; che non segue nessuna ideologia unificante; e che i politici, il pubblico ed i media non riconosce. Ma, Hawken sostiene, ha il potenziale di far bene al pianeta.
Un critico del New York Times afferma che una “Moltitudine inarrestabile” riguarda “un movimento che nessuno ha notato, nemmeno le persone coinvolte". Per questo critico, il "clou del libro è l'eccellente critica di Hawken sull'attacco dell'industria chimica alla Primavera silenziosa di Rachel Carson nel 1962", in un momento in cui lei stava combattendo il cancro. Hawken racconta anche le storie di altre persone che hanno sopportato disagi e difficoltà scendendo in campo contro grandi società.